# Som Lajos
Som Lajos (Budapest, 1947. október 1. – Budapest, 2017. október 30.) magyar rockzenész, basszusgitáros. Játszott a Tűzkerék, a Neoton, a Taurus zenekarokban. 1972-ben megalapította a Piramis együttest,amely előbb nyugati vendéglátózással kezdett. 1975-től indult az itthoni sikerszéria, ekkor már Révész Sándor énekessel. 1985-ben megalapította a Senator együttest, amely két évig működött, és egy nagylemezt készített. 11 éven át Karda Beáta énekesnő férje volt.

## Munkássága
1964-től, 17 éves korától zenélt, 1965-ben megalapította a Dogbeaters zenekart. Majd egy évvel később jött a Fekete-Fehér, aztán 1968–69-ben a Record zenekarban játszott. A Gyapjúforgalmi Vállalat Révay utcai kultúrtermében volt állandó klubjuk.
Som Lajos a Record után a Neoton együttesbe igazolt, ahol akkor már későbbi felesége, Karda Beáta volt az énekesnő.
A következő nagy állomás a Taurus együttes, az első magyar hard rock zenekar volt az életében az 1970-es évek elején, amelyben Radics Bélával, Balázs Fecóval és a Metróból átigazolt Brunner Győzővel játszottak együtt.
Köves Miklóssal létrehozták a Piramis együttest. Ekkor még Lévay Tibor volt az énekesük, akit később a Generálból távozó Révész Sándor váltott fel. Az együttes nagyon népszerű volt, több nagylemezt is megjelentetett, számos slágerük született, ám Somot elítélték az úgynevezett aranyügy miatt (akkoriban sok magyar zenész csempészett aranyat a Szovjetunióból), ezért három hónapot előzetesben töltött, és felfüggesztett börtönbüntetésre ítélték. 
A Piramis feloszlása után 1985-ben az ugyancsak sikeres Senator nevű együttes basszusgitárosa lett, amelyben Takáts Tamással, Szekeres Tamással, Gigor Károllyal és Varga Lászlóval zenéltek együtt.
1992-ben újra összeállt a Piramis, a nagy érdeklődésre való tekintettel öt koncert erejéig, a klasszikus felállásban. 1997-ben Závodi Jánossal mindketten 50. születésnapjukat ünnepelték, ennek alkalmából Száz év zene címmel készítettek közös albumot, korábbi slágereiket újra felvéve. 2006-ban ismét összeállt a Piramis, de megromlott egészségi állapota miatt Som Lajos csupán a koncertek elején és végén léphetett színpadra, akkor is vendég basszusgitáros társaságában. A Piramis 2009-es újraindulásában már nem is vett részt.
2011-ben bejelentették, hogy Slamovits Istvánnal közösen új zenekart alapít StOrM néven, azonban az új formáció mindössze egy sajtótájékoztatón szerepelt együtt, tényleges működésére sosem került sor.
2015 nyarán egy lapinterjúban beismerte, hogy a hetvenes években beszervezték, és (Professzor néven) jelentéseket adott az állambiztonság munkatársainak.

## Betegsége, halála
Hosszú éveken keresztül volt az alkohol és a kokain rabja. Utolsó éveit nagy szegénységben, idősek otthonában, kerekesszékben töltötte.
2017 októberének végén, hetvenéves korában hunyt el hosszan tartó súlyos betegség után. November 17-én kísérték utolsó útjára a budapesti Farkasréti temetőben.

## Diszkográfia

### Neoton
- Bolond város (1971)

### Taurus
- Zöld Csillag / Szólíts meg vándor (1972, kislemez)

### Senator
- Senator (1985)

### Som–Závodi
- Száz év zene (1997)

## Könyvei
- Piramis-vádirat; Koma, Bp., 1989 (Kacsa-könyvek)
- Ferencvárosi hooligans. A 2-es szektor; ötletadó Szilágyi György; Som-Show BT., Bp., 1995
- A boldogság kék madara; s.n., Bp., 2006[13]

## Jelentősebb zenésztársai

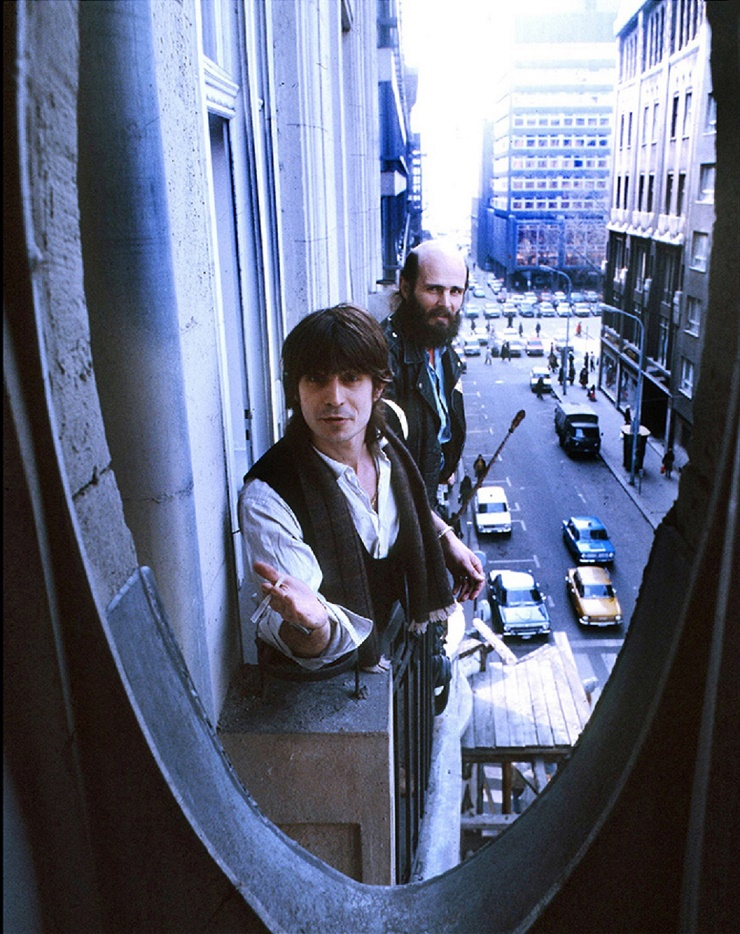
Révész Sándorral

- Balázs Fecó (Neoton, Taurus)
- Brunner Győző (Taurus)
- Debreczeni Ferenc (Neoton)
- Galácz Lajos (Neoton)
- Gallai Péter (Piramis)
- Köves Miklós (Piramis)
- Pásztor László (Neoton)
- Révész Sándor (Piramis)
- Radics Béla (Tűzkerék, Taurus)
- Szekeres Tamás (Senator)
- Takáts Tamás (Senator)
- Váradi László (Tűzkerék)
- Závodi János (Piramis, Senator)